# M2010
Das M2010, beziehungsweise in der Testphase XM2010, ist ein Scharfschützengewehr im Kaliber .300 Winchester Magnum, das für das US-Militär entwickelt wurde. Es basiert auf dem M24 von Remington Arms.

## Überblick

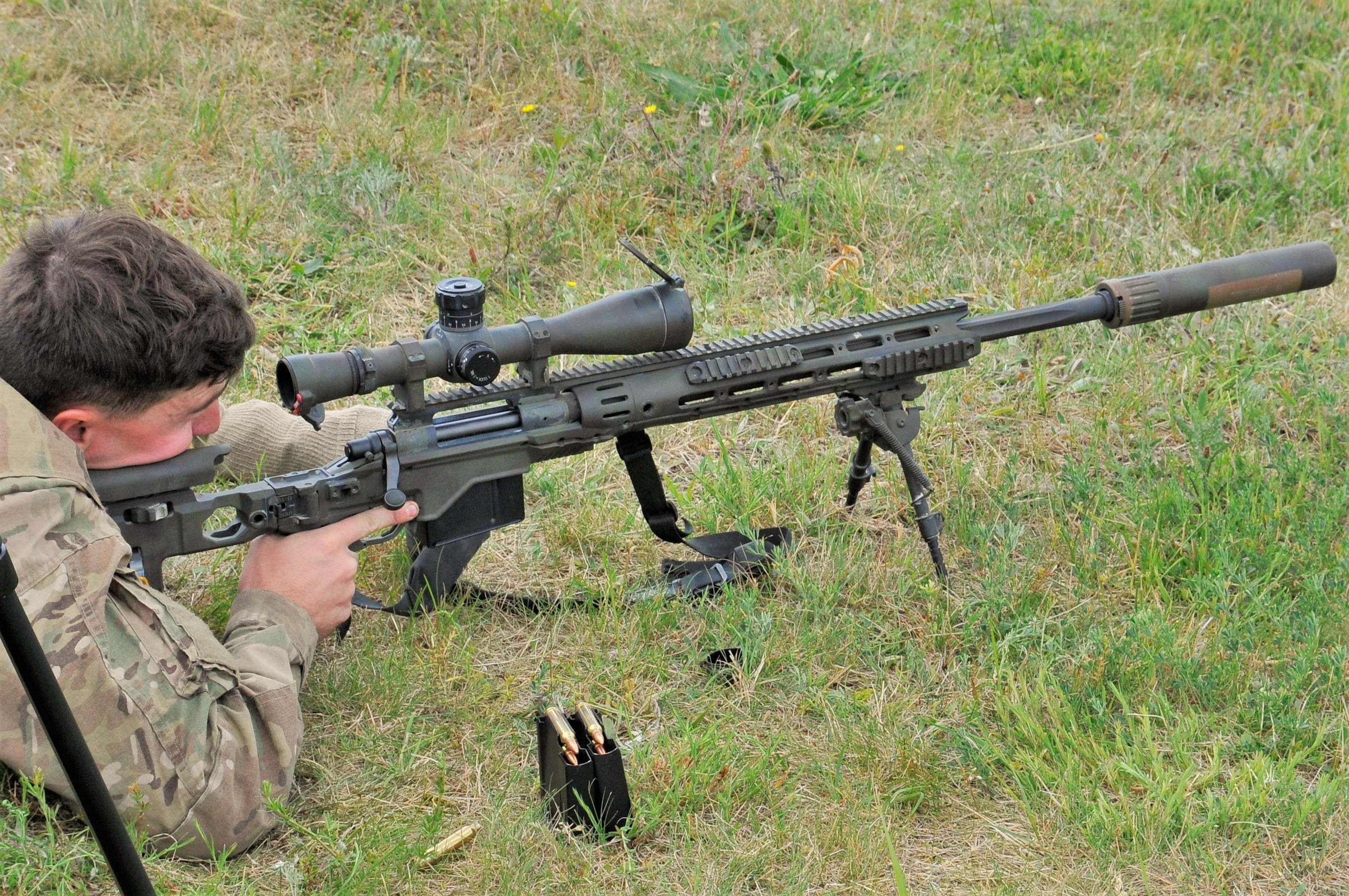
M2010 im Einsatz

Das XM2010, früher als M24 Reconfigured Sniper Weapon System bezeichnet, ist ein Scharfschützengewehr der US Army. Eine weitere Bezeichnung der Waffe war XM2010 Enhanced Sniper Rifle.
Im Vergleich zum M24 wurde folgendes verändert/aufgerüstet:
- anpassbare Schulterstütze und Wangenauflage
- Kaliber .300 Winchester Magnum (7,62 × 67 mm) anstatt 7,62 × 51 mm NATO
- 400 Meter höhere effektive Kampfentfernung
- Schalldämpfer mit Mündungsbremse[2]
- einklappbare Schulterstütze